# 羅斯伯勒 (阿肯色州)
羅斯伯勒（英語：Rosboro）是位於美國阿肯色州派克縣的一個非建制地區。該地的面積和人口皆未知。

## 地理
羅斯伯勒的座標為34°17′15″N 93°30′31″W / 34.28750°N 93.50861°W，而該地的平均海拔高度為156米（即512英尺）。